# Cosovăț, Mehedinți
Cosovăț este un sat în comuna Breznița-Motru din județul Mehedinți, Oltenia, România.